# 哈尔·乔丹
哈羅德·「哈爾」·喬丹（英語：Harold "Hal"Jordan）或稱作綠光戰警，是一名DC漫畫旗下的虛構超級英雄，最初登場於《陳列櫥》#22（1959年10月），由約翰·布魯姆和吉爾·凱恩創作。哈爾·喬丹為1940年代的綠光戰警艾倫·史考特的重新構想，而DC漫畫後來證實喬丹和史考特分別處於不同的平行世界中。
哈爾·喬丹是一名戰鬥機飛行員，偶爾作為星際警察部隊綠光軍團的領導人，同時也是正義聯盟的創始成員。他會利用能量戒指來與各種超級反派戰鬥；在大多數的故事中，他是2814區的守護者，這也是地球在宇宙中存在的區域。喬丹的力量來自能量戒指和綠光戰警電池，這種電池能在足以克服巨大恐懼的人持有，使持有者能夠引導他們的意志創造各種奇妙的物質。即使在太空的真空中，他也能利用這種力量飛行、創造盾牌、劍或雷射光，並以創造的綠光戰警套裝來隱藏他在地球上的祕密身份。
1990年代，喬丹曾一度變成了反派角色；在故事「翠綠黃昏」（Emerald Twilight）中，因家鄉海濱城遭蒙戈摧毀成廢墟，使喬丹開始使用「百烈煞」的身份威脅要摧毀宇宙。在隨後的幾年中，DC漫畫讓喬丹恢復原樣，首先開始讓他為自己作為百烈煞時的行為開始贖罪，之後揭示原來百烈煞實際上是一個邪惡的宇宙實體，牠企圖侵蝕喬丹並控制他的行為。在他回到綠光戰警的身份前，喬丹還短暫地扮演了幽靈一角；幽靈為DC漫畫故事中的超自然人物，扮演著上帝在地球上的無情代理人。
除了漫畫外，哈爾·喬丹也出現在各種動畫、電子遊戲和真人電影作品中。此外，該角在漫畫最初的設計形象是取自著名演員保羅·紐曼。2011年，IGN網站的百大漫畫英雄中哈爾·喬丹名列第七。2013年，該角又在IGN的前25名DC漫畫英雄中排名第四。

## 人物
哈爾原本是一位高傲的噴射機試飛員，對自己的技術很有自信，但在空軍時的表現使得很多人認為他是懦夫。但實際上是因為他心地善良而不輕易傷害他人。在一次意外他遇見了墜毀於地球的阿賓·蘇，並繼承了他的戒指，還被傳送到了歐亞星受訓，便此之後成為了綠燈軍團的成員之一。
哈爾是DC漫畫中第二個採用綠燈俠名號的角色，按理說也是最受歡迎的一個。喬丹由約翰·布魯姆和吉爾·凱恩於漫畫的白銀時代創作而成，並且首次登場於《陳列櫥22號》（1959年10月），取代了最初來自漫畫的黃金時代的綠燈俠艾倫·斯科特。
在1994年的故事《翡翠黃昏》中，哈爾·喬丹變成了超級反派百烈煞。之後在《決戰時刻》的迷你係列之中，他企圖製造宇宙種族滅絕。後來凱爾·雷納頂替了他為漫畫的摩登時代新一代的綠燈俠。在1996年的交叉故事《最後一晚》中，他通過犧牲自己拯救地球來試圖回到英雄般的出身，後來他以幽魂的表像人格形式變成一個救贖之魂回歸。在2004年的迷你係列《綠燈俠：重生》中，哈爾·喬丹被復活且被免除了之前過犯的指控，因事實被揭示出來是：百烈煞作為一個外星可寄生的實體，寄生到了喬丹身上並導致他之前的惡行。他後來回到了綠燈軍團並且是第四卷《綠燈俠》的主人公。
在2011年的電影《綠燈俠》中萊恩·雷諾斯扮演主角哈爾·喬丹。

## 出版歷史

### 為白銀時代重建
1956年黃金時代的角色閃電俠復活後獲得了巨大的成功，DC漫畫編輯尤利烏斯·史瓦茲打算重建黃金時代的綠光戰警。與閃電俠一樣史瓦茨希望這個新角色擁有與其1940年代裡的前身不同的秘密身份、來源和性格。史瓦茲本人是長年科幻小說愛好者和文學代理人。他希望一個更加基於科幻的綠光戰警，而不是像1940年代的綠光戰警艾倫·史考特那樣基於神話力量。他徵募了作家約翰·布魯姆和藝術家吉爾·凱恩。 1959年布魯姆和凱恩在《陳列櫥22號》重新引入了綠光戰警。
這個新角色很成功，因此繼《陳列櫥》後發表了三個以他自己命名的系列。 《綠光戰警1號》從1960年7月和8月開始，一直延續到1972年4月和5月的84號。
這一對藝術家創造了哈爾·喬丹生活中的許多重要角色，其中最重要的和最早的是喬丹的愛人卡洛·費莉絲。她是費莉斯飛機公司的負責人和哈爾的上司。雖然她是因為綠光才喜歡哈爾·喬丹，她還是試圖主動贏得哈爾，甚至於向哈爾建議古老的閏年習俗。雖然她給予哈爾一些注意，但是她的工作和公司總是佔第一位的。她是一個倔強和擁有權威的女性，這在當時是很少見的，尤其是在漫畫裡。
另一個新加入的輔助角色是哈爾·喬丹的好朋友湯瑪斯·卡馬庫。卡馬庫是哈爾的機械師和他的超級英雄歷險的紀錄者。他是一名來自阿拉斯加的因紐特人。引用愛斯基摩人的冰淇淋餅三明治，他的外號是「餅」或者「餅臉」。卡馬庫是一名很能乾和聰明的角色，擁有自己的豐富的性格，而不是典型化的人物。儘管他的外號不很好，他是第一名被這樣描繪的少數民族角色之一，在主流漫畫中創造了一個新的天地。湯馬斯後來被另一名性格鮮豔的少數民族角色，約翰·斯圖爾特，追隨，斯圖爾特是DC漫畫宇宙中的第一名非裔美國人超級英雄。
哈爾的上司宇宙守護者是基於以色列的第一名總理戴維·本-古里安塑造的，史瓦茲和布魯姆從早先22號《奇異冒險》（1952年7月）隊長彗星的一個故事裡「時鍾宇宙的守護者」獲取了靈感創造了他們。
史瓦茲和他的同伴還允許喬丹有一個家庭，這在當時的超級英雄漫畫中葉是少見的。雖然他自己沒有妻子孩子，但是他和他的兩個兄弟傑克和吉姆有許多關係。
從17號開始加德納·福克斯加入分享約翰·布魯姆的寫作工作。史瓦茲、布魯姆、福克斯和凱恩這個四人組組成這個系列的核心組，他們一直合作到1970年。

### 相關漫畫
從76號開始丹尼斯·歐尼爾協作，已經繪畫過63號的封面的尼爾·亞當斯繪畫。
歐尼爾和亞當斯已經在創作另一名DC漫畫的超級英雄弓箭手綠箭俠的時候合作過了。
歐尼爾想要在漫畫中表達他自己的政治信仰，以及抨擊60年代末、70年代初的社會弊病，因此他建議讓作為星系際警察而不但代表法律和秩序，而且也代表上層社會的哈爾·喬丹與奧利佛·奎因（綠箭俠）作對。
在他寫的第一號裡綠光戰警抓住了一個街頭朋克，那個朋克在刁難一個人。在他周圍大家都對不解其意的喬丹扔東西，喬丹開始攻擊的時候被綠箭俠。
綠箭俠告訴他他保護的是貧民窟裡的一個地頭蛇，並向喬丹展示了貧民窟裡的生活狀況。
在屋頂上，在一個現在著名的一幕中，一個老年的非裔美國人責備喬丹容許地球上繼續歧視非裔美國人，雖然他救護“黃皮膚”和“紅皮膚”受歧視。
史瓦茲同意這個故事後，出乎歐尼爾的意料尼爾·亞當斯取代了凱恩。
他們兩人已經合作寫過一個蝙蝠俠的故事，另外亞當斯重新設計了綠箭俠的衣著。兩人抨擊了一系列社會問題，其中包括很著名的反對濫用毒品的85號和86號。
尼爾·亞當斯設計的封面顯示綠光戰警的年輕朋友紅箭俠正在給自己注射海洛因。
與此同時《驚奇漫畫》的史丹·李未經漫画准则管理局的讚同發表了《神奇蜘蛛俠96號》，裡面的內容是濫用藥品和反對濫用藥品。
在公眾輿論和壓力下漫画准则管理局更改了漫畫可以顯示什麼，不可以顯示什麼的規則。雖然新規則依然很苛刻，但是比過去的要寬鬆了。
DC漫畫批准了亞當斯的封面，歐尼爾寫了一個兩段長的故事講述紅箭俠毒品上癮的故事。紐約市長約翰·林賽給DC漫畫寫了一封信讚揚這個故事，這封信被發表在86號上了。
由於銷售不佳綠光戰警和綠箭俠的系列被結束，史瓦茲發表的88號是一個重新印刷的老故事，他1959年開始的漫畫於1972年於89號結束。
但是他讓歐尼爾和亞當斯還一起合作發表了217至219號閃電俠。從1972年開始作為《閃電俠》的附屬還有綠光戰警的故事繼續下去。1976年綠光戰警恢復。

### 1980年代
從《綠光戰警》151號（1982年4月）至172號（1984年）喬丹被守護者派到外空去證明他對綠光軍團的衷心。原因是他被指控過度把精力集中在地球上，而疏忽了對整個他的「區」的巡邏。他回到地球上後和卡洛·費莉絲發生爭執。他必須在愛情和力量指環之間選擇，因此他退出軍團。軍團指命約翰·斯圖爾特作為他的後任。
1985年在《無限地球的危機》裡DC漫畫集中了其歷史中的許多人物，在這個故事系列裡喬丹也又穿上了綠光軍團的軍裝。這個新軍團裡有七個駐紮在地球上的成員，其中包括一些外星人、約翰·斯圖爾特和蓋·伽德納。喬丹和一個叫阿麗莎的外星綠光戰警產生了浪漫關係並因此發生了問題。由於地球上的時間和她的星球上的時間的不同導致按照地球年計算她已經是250歲了，而按照她的星球的年計算她才14歲。外星綠光戰警更加直接地摻於人類的事情，這並不受人類征服的歡迎。最後地球上的軍團破裂，一些成員回到了他們自己的區去了。守護者趕到這個維來，喬丹與他們合作重建破裂的軍團。

### 1990年代
在這段時間裡喬丹原來的故事在《綠光戰警》和《綠光戰警二》兩個發行量有限的系列中被重述。在第一個系列中軍團的角色被擴展，並提供了他兒時以及他與他父親和兄弟的關係的細節。在續集裡詳細地敘述了喬丹在聖納托變節的過程中的角色。
在1992年的《綠光戰警：甘瑟的故事》中喬丹首次遇到守護者之一甘瑟特。甘瑟要喬丹幫助他擊敗一個變節的守護者因為對方想要使用一台時間旅行器改變歷史。
在1993年的《超人統治！》中反派漢克·亨紹偽裝成再生的賽博格超人，他徵募了外星暴君蒙戈以及他的軍隊借超人之死之機來到地球。在這個過程中喬丹的家鄉濱海城被摧毀，其700萬居民被殺。蒙戈把濱海城變成了一個引擎城，他打算從這裡出發把地球變成一顆戰星。喬丹這個時候不在地球上，在濱海城被毀後回來。在狂怒中他飛到引擎城打敗了蒙戈的守衛。與此同時蒙戈正要殺被削弱的亨紹。喬丹和蒙戈大戰。由於蒙戈的皮膚是黃色的，而引擎城由克利普頓氣驅動，因此喬丹對付這個外星人不利。最後他的手臂和膝蓋被折斷。他利用蒙戈的狂傲使用他的指環為自己創造了一幅力裝甲。他使用鋼鐵超人的錘子打蒙戈。這一擊是如此有力以至於錘子裂開把蒙戈關在了裡面。後來顯示賽博格超人的妻子來自濱海城，他摧毀濱海城的目的在於把自己的過去抹殺掉。這個故事導致了《翡翠暮光》的三部曲：在沉痛中喬丹用他的指環重建濱海城。但是守護者指控他利用自己的力量來取利，因此把他招到母星審判。喬丹對守護者的冷酷和無情非常生氣，因此發瘋攻擊母星，他決定要掌握中央電池的所有力量。他摧毀了綠光軍團，繳獲了他們的力量指環，讓他們死在太空中。最後他殺死了基洛沃格和被復活來與他作戰的聖納托，以及除甘瑟外的所有守護者。在吸收了力量電池的巨大力量後他宣布背棄綠光軍段，自稱為百烈煞。從中央力量電池裡出現的他走過被殺的守護者的屍體，踏在他自己過去的指環，把它碾碎。
凱爾·雷納獲得了用喬丹粉碎的指環重製的最後一枚力量指環後取代喬丹成為地球的綠光戰警。此後不久蓋·伽德納幻覺到母星被毀的情節，他的黃力量指環的能量達到了不尋常的等級。他因此去母星調查。他帶了火星獵人、暗星、射線人、神奇女俠、原子隊長、艾倫·史考特和阿麗莎作為增援。他們到達後發現了基洛沃格的屍體。隱身的喬丹向他們發起攻擊，很快就擊敗了他們。蓋製造了一個假裝的自己的屍體來欺騙哈爾以為他死了。他對百烈煞進行攻擊，在戰鬥中吸收對方的能量。但是最後喬丹太厲害了，在幾分鐘內就擊敗了他，摧毀了他的黃力量指環，把他的一枚眼睛打瞎。戰後哈爾把他們全部送回地球，警告他們不要再來惹他。此後視察怪想要在時空扭曲者的幫助下按照自己的意願重寫歷史。他摧毀了時陷者，想要重新創造一個和平完美的宇宙。這個過程大致時間洩漏。超人、凱爾·雷納和密特隆號召地球上的英雄阻止這場危機。視察怪一擊就打敗了超人，他和時空扭曲者連手對付眾多英雄，最後被打敗。凱爾·雷納把他制住的時候綠箭俠射出一箭穿透了他的心臟。在1996年的《終夜》中喬丹回來，犧牲了自己來重新點燃太陽。
在《翡翠騎士》中凱爾·雷納不慎進入時間旅行，結果把一個過去的哈爾引入了現實。哈爾因為自己作為百烈煞做的罪行非常震驚。
在《審判日》中在一個墮天使試圖掌權後喬丹成為被從煉獄中釋放出來的幽靈的再生。他獲得這個新生後決定把自己復仇的使命改變為悔過的使命，他在DC漫畫的其它故事裡也不斷出現，比如在小丑皇帝的故事裡做超人的顧問。或者在閃電俠與極速教授第一次大戰，導致閃電俠的妻子的雙胞胎流產後把所有華利·威斯特是閃電俠的信息消滅掉。他在《DC宇宙傳奇》的第33號至36號也有出現。基於這個故事從2001年至2003年發表了共27號《幽靈》。

### 2000年代
繼《綠光戰警：重生》後DC漫畫又開始了一個新的綠光戰警（第四卷）系列，其1號於2005年7月發表。哈爾·喬丹又成為了綠光戰警。為了開始他的新生活，他搬到幾乎荒廢但是逐漸開始重建的濱海城。他又成為美國空軍少校，在愛德華茲空軍基地作為試驗飛行員。這個系列引入了哈爾生活中的其他配角，其中最重要的是空軍將軍喬納森·「赫克」·史東。他在哈爾與獵人的戰鬥中幫助過哈爾，因此知道他是綠光戰警的秘密。另外他開始和一名漂亮的同事飛行員開始了浪漫關係。再現的角色包括卡洛·費莉絲、湯瑪斯·卡馬庫和哈爾的弟弟詹姆斯·喬丹以及詹姆斯的妻子蘇珊和他們的孩子。
綠光軍團被重建。雖然哈爾過去做的壞事是因為觀察怪的影響導致的，但是他的許多軍團團員不信任他。雖然他擺脫了觀察怪的影響，但是他過去的經驗使得他偶爾缺乏自信心，懷疑自己。他們一起與觀察怪作戰後哈爾和凱爾·雷納稱為朋友。
在他的新角色下他重新面對他白銀時代的敵人如海克特·哈蒙德、鯊魚人和黑手。
他幫助襲擊兄弟之眼。他和其他英雄一起保衛大都會市。蓋·伽德納帶領綠光軍團攻擊至尊小超人時哈爾也參加了。
DC漫畫把整個DC宇宙以及里面的所有影響都重新改變了。 《綠光戰警》第4卷10號跳了一年，哈爾的生活發生了巨大的變化。他在一場沒有仔細說明的戰爭中成為戰俘，並因為未能解放自己和其他戰俘而感到內疚。
2008年出版的《綠光戰警》系列講述了一個新的來源故事。在這個「新」故事裡哈爾因為在美國空軍不服從命令，另外由於對他父親在職期間殉職的內疚而被禁飛，當湯瑪斯·卡馬庫的機械助手。這個時候阿賓·瑟在與阿托希塔斯作戰的時候墜毀在濱海城附近。
哈爾·喬丹和其他綠光軍團的人與聖納托和他的聖納托軍團作戰。在《最終危及》裡哈爾是格蘭特·莫里森畫的。
在橙劑的故事裡哈爾·喬丹短時間裡盜竊了拉弗利茲的力量電池。這個電池的橙色該表了喬丹，變換了他的軍裝，使得他成為了橙劑。但是拉弗利茲很快把他的力量電池又從喬丹手中奪回去了。
喬丹是美國正義聯盟地重新創始人之一。他在《蝙蝠俠：英勇與無畏》的開始也有出現，一開始協助蝙蝠俠，後來協助超級女孩。他協助年輕的超級女孩的時候對她的聰明非常佩服，但是有時候厭煩她的賣弄風騷。
在《正義聯盟：正義的吶喊》中他帶領他的正義聯盟，包括綠箭俠、小驚奇隊長、超級女孩、剛果神猿、星光俠、蝙蝠女和原子，為火星獵人和蝙蝠俠之死報仇。喬丹後來為聯盟徵募了一些前少年泰坦的成員以及蝙蝠俠的繼承人迪克·格雷森。

### 2010年代
在《極黑之夜》裡哈爾和其他六名綠光軍團的人一起參加光之戰。他發現他的許多逝去的朋友、敵人和他沒有能夠救的人成為了受綠光軍團的老敵人黑死帝操縱下的黑光軍團的不死生物。他不盡和復活的閃電俠合作，而且和聖納托、拉弗利茲、阿托希塔斯以及他過去的戀人卡洛·費莉絲合作。他與守護者疤臉作戰並最後按照《奧阿之書》的預言戰勝了他。
在《極白之晝》之後故事繼續到《綠光之戰》。 DC漫畫在封面裡已經公佈了哈爾將在《綠光之戰》中加入聖納托軍團。哈爾和蓋被卡隆納俘虜。卡隆納嘲笑哈爾因為他的朋友們，包括卡洛，被關在黑書裡，而哈爾卻無暇顧及一兩個地球人。但是哈爾和蓋逃出了卡隆納的力量，重新獲得了他們的綠光指環，與卡隆納和他的守護者作戰。在決戰中哈爾把卡洛、聖納托和其他人救出了黑書。聖納托又成為綠光戰警。哈爾殺了卡隆納。但是守護者覺得哈爾是綠光軍團中最危險的，因此剝奪了他的指環，把他逐出軍團，遣回地球。守護者怕喬丹的原因是因為他們擔心卡隆納的下場也會成為他們自己的下場，因此他們不能容忍他留在綠光軍團內。
喬丹是《閃電行動》後宇宙更改正義聯盟重建的故事的一部分。這個故事發生在喬丹幫助蝙蝠俠對付神秘威脅之前五年的時候。

### 新52
綠光之戰後喬丹回到了他地球上的普通生活。他也被美國空軍開除。聖納托找到他給他一隻綠光指環。這枚指環是聖納托自己塑造的，完全聽他的指揮。他告訴哈爾假如他要他原本的指環的話那麼他就應該幫助他摧毀聖納托軍團。因為這個軍團在聖納托出走後奴役了科魯加。
在與黑手的一次戰鬥中，喬丹與聖納托被吸入了黑手的指環中。與此同時，守護者們創造了第三軍團，用以代替綠光軍團，企圖將宇宙中所有情感生物同化成無情感的個體。卻意外釋放了初號光俠並遭後者囚禁。哈爾最後自殺逃出了囚禁，並使用了黑光的力量召喚了黑死帝打敗初號光俠，最終復活再次成為綠光戰警。
在聖納托殺光了大部分的守護者後，繼任的聖殿守護者們任命哈爾做為軍團的領袖。

## 其它版本
跟DC漫畫發表的其他角色一樣，在綠光戰警系列內外，都存在著許多不同的宇宙版本。
哈爾·喬丹在《動作漫畫》856號裡，有著一個身為黃光成員的奇異版本，而黃光成員們則擁有一枚聖納托軍團的戒指，以用來恐嚇奇異世界的居民們。
而在地球5裡，身為綠光成員的哈爾·喬丹，則是新52的平行宇宙中，驚奇隊長的世界裡的哈爾。
在《倒計時：競技場》2號中的哈爾，則是遭帝王殺害。
《未來蝙蝠俠》的世界裡，則存在著一名叫做「哈爾·喬丹三世」的綠光戰警。
「哈爾·喬丹三世」是最初的那位「哈爾·喬丹」的孫子，他在地球12裡加入綠光軍團，並在與帝王作戰時失去左手臂。
另外，還有一些其他異界世界的版本，比如《超人：紅色之子》、《全明星蝙蝠俠與羅賓》跟《黑暗騎士起義》等，這當中哈爾·喬丹也都有出現，且在某些版本裡還是重要角色。
還有DC漫畫和漫威漫畫的混合系列中，也有過一名由「哈爾·喬丹」跟「東尼·史塔克」混合而成的人物版本，就名為「鐵光戰警」哈爾·史塔克。
更有另一個混合版哈爾出現在《速度之魔》1號中，而在這本漫畫裡他被速度之魔殺掉，這顯然是這版的哈爾做了什麼非常壞的事情所致。
哈爾·喬丹也是DC漫畫和漫威漫畫合作的《美國正義聯盟/復仇者》中的人物之一，雖然是不同小組分別去他們各自的宇宙中，但這是DC少數保持著多重宇宙的漫畫之一。
另有一個版本的哈爾·喬丹，是出現在時陷者創造的口袋宇宙的地球上，在這個現實裡，他和其他英雄沒有他們的超級力量，且他們還一同與一名正派的雷克斯·路瑟合作組織，跟三名從幻影區逃出來的邪惡克利普頓星人對抗，但哈爾·喬丹駕駛的一架先進的噴氣機，卻輕而易舉的就被克利普頓星人摧毀掉。
獲得好評的小系列《天國降臨》中，哈爾雖然不是主要角色，但是他在地球22的版本裡的《美國正義聯盟》（第3卷）22號的結尾中，依舊有出現在蝙蝠俠的葬禮上。
也有過一個相當於美國犯罪集團的反派綠光軍團的哈爾， DC漫畫說明這其實是「原始」的角色版本，雖然他數年前已經死亡，但還是神奇的回來了，DC漫畫也暗示他重新出現的這現實是《綠光戰警：重生》中，哈爾復活的結果。
在《閃點》的時間線中，哈爾·喬丹是一名無情的飛行高手，他和卡蘿·費莉絲駕駛F-22猛禽戰鬥機正進入西歐領空時，受到鯊魚人的攻擊。
哈爾迫使鯊魚人的飛機撞向卡蘿的飛機，但兩人都勉強透過他們的彈射裝置逃生。
回到美國後，有次哈爾正要起飛，但他卻看見一艘飛船快要撞到地球上，而飛船的駕駛員阿賓·蘇則向他求救。
但阿賓·蘇隨後就被賽博格關押起來，政府則審問他來到地球的目的。
但之後亞馬遜人的隱形戰機便入侵海岸市，而哈爾和卡蘿便擊落入侵的隱形戰機。
後來哈爾向美國總統提議志願參加一項任務，並使用綠箭工業製造的核子武器去轟炸西歐。
他在亞特蘭提斯人和亞馬遜人的戰爭結尾中，試圖駕駛F-35閃電II戰鬥機攜帶著綠箭核子武器去摧毀西歐。
在戰鬥中只有他還有剩下的核子武器，但是他的發射裝置卻故障，因此他唯一的選擇是進行自殺式攻擊，這樣便能摧毀敵人的隱形屏障，事後湯瑪斯·卡馬庫給卡蘿看了一張哈爾寫的紙，上面寫說他怕告訴卡蘿他始終愛著她，之後卡蘿也看到了哈爾本來想給她的訂婚戒指。

## 其他媒體

### 電視動畫

#### 超人和水行俠歷險記
哈爾·喬丹首次於1967年在《超人和水行俠歷險記》的動畫裡出現。他在他的金星助手，藍皮膚和尖耳朵的開羅的幫助下與邪惡作對。他是美國正義聯盟的成員。給他配音的是杰拉德·摩爾。

#### 超級英雄
綠光戰警是《全新超級英雄》中的客座英雄。可惜的是在這個動畫裡他的力量被顯示錯誤了。在原來的漫畫裡他用他的指環創造的東西都有它們原本的顏色，而不是綠色的。
哈爾·喬丹和他的大敵塞尼斯託也經常出現在1978年至1979年播放的超級英雄特攻隊裡。在一集裡他的開始被重新敘述：阿賓·瑟把自己的指環交給他。在後來的超級英雄、超級英雄戰隊: 展現傳奇的強大力量等中他也經常出現。

#### 道奇鴨
哈爾·喬丹出現在《道奇鴨》（英語：Duck Dodgers，亦稱為「太空英雄鴨」）2003年的一集中。在這集里道奇鴨的干洗店員工錯誤地給了他一套綠光戰警軍裝。他穿上軍裝後與軍團相會，一起與聖納托作戰，然後遇到哈爾。而哈爾則穿著道奇鴨太小的服裝。

#### DC動畫宇宙
在DC動畫宇宙裡哈爾·喬丹從來沒有是一個綠光戰警。約翰·斯圖爾特是系列裡的主要綠光戰警。在《靜電震擊》中聖納托成為他的大敵。喬丹成為綠光戰警的故事則變成了斯圖爾特的副手凱爾·雷納的故事了。
在《超人：動畫系列》的一集裡凱爾·雷納在與聖納托作戰的時候撞到了哈爾·喬丹的飛機上。
哈爾在《超人正義聯盟》的一集中出現。當時間流體化後哈爾突然出現取代了約翰。他迅速向其他大吃一驚的小組成員做了自我介紹，然後繼續下去就好像什麼也沒發生一樣，解釋說指環給了他「速度」。後來當聚集的英雄們包圍了導致時間彎曲的壞人的時候哈爾又變回成約翰，導致煩惱的靜電俠說：「你到底決定是誰！」。給哈爾配音的是亞當·鮑德溫。

#### 新蝙蝠俠
在電視動畫連續劇《新蝙蝠俠》的第四季度結尾正義聯盟被引入。哈爾·喬丹是其成員。在第五季度裡他和聯盟的其它成員上場。他幫助蝙蝠俠對付聖納托和一個帶力量指環的企鵝。在第五季度的結尾他也出現。給他配音的是德蒙特·莫羅尼。

#### 蝙蝠俠智勇悍將
哈爾在《蝙蝠俠智勇悍將》的一些集裡出現。在《絕望之魔的眼睛》中他帶領許多其他綠燈俠攻擊絕望之魔。但是絕望之魔使用思想控制讓其他綠光戰警去對付他。他讓自己的指環發出強烈的爆發，似乎把自己和其他綠光戰警都消滅了。他的指環飄過宇宙尋找下一個佩帶者。它找到了蝙蝠俠，把他送進太空。最後宇宙守護者揭示哈爾在指環內倖存了。哈爾還在其他一些集裡出現過。在《黑暗降臨》中蓋·伽德納和黃金後援因為爭吵誰獲得哈爾曾經在正義聯盟衛星裡住過的房間而打了起來。

#### 少年正義聯盟
哈爾和約翰都在《少年正義聯盟》動畫系列中作為美國正義聯盟的成員出現。在系列集的結尾迪克、華利、海少俠和少年超人戰敗轟動後哈爾和約翰用他們的指環把轟動束縛住。

#### 綠光戰警：動畫系列
哈爾·喬丹將是《綠光戰警》動畫系列的主角。

### 電視連續劇
1979年拍攝過兩集名為《超級英雄傳說》的電視劇，講述正義聯盟與其大敵滅世軍團作戰。

### 電影
- 在《正義聯盟：新的邊際》中哈爾·喬丹是主要人物之一。 大衛·伯瑞納給他配音。波姬·小絲給卡洛·費莉絲配音。
- 克里斯托弗·米洛尼在華納動畫電影《綠光戰警：首次飛行》中給哈爾·喬丹配音。
- 《正義聯盟：兩個地球的危機》是一部動畫電影，配音員為諾蘭·諾斯。
- 奈森·菲利安在《綠光戰警：翡翠騎士》中為哈爾·喬丹配音。
- 萊恩·雷諾斯在《綠光戰警》中扮演哈爾·喬丹，馬丁·坎貝爾為導演。
- 奈森·菲利安將在《正義聯盟：毀滅》中再次為哈爾·喬丹配音。
- 奈森·菲利安在《正義聯盟：閃電俠之逆轉》擔任此角色配音。
- 賈斯汀·柯克在《正義聯盟：開戰》擔任此角色配音。
- 哈爾在《樂高玩電影》中以樂高人偶的形式登場，配音員為喬納·希爾。
- 奈森·菲利安在《正義聯盟：亞特蘭提斯的王位》擔任此角色配音。
- 哈爾在《樂高電影：正義聯盟大戰末日軍團》中以樂高人偶的形式登場，配音員為喬許·基頓。
- 哈爾在《樂高蝙蝠俠電影》中以樂高人偶的形式登場，配音員為喬納·希爾。
- 真人版電影《綠光戰警》重啟版將作為DC擴展宇宙的一部分[43]。獨立電影將作為該系列的第十一部作品，預計於2020年6月19日上映。Latino Review網站的翁貝托·岡薩雷斯報導說，工作室已找到了綠光戰警的演員，但沒有透露是哪個演員和角色[44][45]。岡薩雷斯後來又報導，傳言綠光戰警仍是哈爾·喬丹，且克里斯·潘恩將有望飾演該角色[46][47]，但後來證實潘恩是飾演史蒂夫·崔佛。電影命名為《綠光軍團》。後來上映日延至2020年7月24日。
- 哈爾在《樂高玩電影2》中以樂高人偶的形式登場，配音員為喬納·希爾。

### 電子遊戲
- 哈爾·喬丹和凱爾·雷納是《正義英雄同盟》中的人物，他們倆是遊戲中的主要綠光戰警約翰·斯圖阿特的可選擇取代。
- 哈爾·喬丹是《真人快打對DC漫畫英雄》裡的一個可玩人物，他的對手是劉康。他的遊戲結束是他和其他綠光戰警看到一座巨大的金字塔浮現出來，認識到聖納托會試圖獲取金字塔的秘密，他和其他綠光軍團的人必須阻止聖納托。
- 在《蝙蝠俠英勇與無畏電子遊戲版》中在版本里可以召喚哈爾·喬丹消滅所有屏幕上的敵人。在任天堂DS版本中他也可以被玩。
- 在尚未發表的《DC宇宙在線傳說》的預告片裡哈爾·喬丹出場。
- 哈爾·喬丹是《綠光戰警：獵人的崛起》的主人翁。
- 《超級英雄：武力對決》：哈爾·喬丹會各以綠光戰警（主世界）和黃光軍團成員（平行世界）的身分出現。

### 廣播劇
在廣播劇《綠光戰警：翡翠保護者》中哈爾·喬丹出現。

### 其它
在2003年的第七季度《忍者龜》裡有過一個相貌酷似哈爾·喬丹的人物。
蘇格蘭歌手多諾萬1966年的歌《陽光超人》中提到超人和哈爾·喬丹。

## 備註
1. ↑  喬丹存在於地球-1，而史考特則是地球-2。

## 外部連結
- 漫画书数据库：Green Lantern (Hal Jordan)
- 互联网电影数据库上Hal Jordan的资料
- Official Green Lantern (Hal Jordan) Website
- Alan Kistler's profile on Green Lantern
- GEOFF JOHNS - AMON SUR, AND EVERYTHING GREEN LANTERN
- Green Lantern's (Hal Jordan's) origin @ dccomics.com（页面存档备份，存于）
- Bio at the Unofficial Green Lantern Corps Webpage
- Hal Jordan - SECTOR: 2814
- Hal Jordan is IGN's number 7 greatest superhero: 100 Greatest Superheroes of all time（页面存档备份，存于）